# André Vingt-Trois
André Armand Vingt-Trois (ur. 7 listopada 1942 w Paryżu, zm. 18 lipca 2025 tamże) – francuski duchowny katolicki, arcybiskup Paryża w latach 2005–2017, kardynał.

## Życiorys
W 1962 wstąpił do seminarium de Saint-Sulpice w Issy-les-Moulineaux. Ukończył studia w zakresie teologii moralnej w Institut Catholique w Paryżu. 28 czerwca 1969 przyjął święcenia kapłańskie z rąk arcybiskupa Paryża, kardynała François Marty i został inkardynowany do archidiecezji paryskiej.
W latach 1969–1974 był wikarym w parafii św. Joanny Chantal, gdzie proboszczem był ks. Jean-Marie Lustiger. Zajmował się głównie katechizacją i formacją świeckich. W latach 1974–1981 był kierownikiem duchowym oraz wykładowcą teologii moralnej i sakramentalnej w seminarium de Saint-Sulpice w Issy-les-Moulineaux. Brał udział w pracach różnych ruchów zajmujących się duszpasterstwem rodzin i przygotowaniem do sakramentu małżeństwa. Prowadził również kursy w ramach stałej formacji kapłanów.
W latach 1981–1999 był wikariuszem generalnym archidiecezji paryskiej i bliskim współpracownikiem kard. Jean-Marie Lustigera, którego jest następcą. W Paryżu zajmował się przede wszystkim szkolnictwem, duszpasterstwem w katedrze, seminarium diecezjalnym, środkami społecznego przekazu, duszpasterstwem rodzin, działalnością charytatywną i katechizacją.
25 czerwca 1988 został mianowany przez papieża Jana Pawła II biskupem pomocniczym w Paryżu z biskupią stolicą tytularną Thibilis. Święcenia biskupie przyjął 14 października z rąk arcybiskupa paryskiego, kardynała Jeana-Marie Lustigera. 21 kwietnia 1999 został mianowany metropolitą Tours. Jego ingres odbył się 16 maja.
11 lutego 2005 został mianowany arcybiskupem Paryża w miejsce odchodzącego w stan spoczynku kardynała Lustigera. Objęcie archidiecezji przez nowego metropolitę nastąpiło 5 marca 2005. 14 marca 2005 papież Jan Paweł II mianował go również ordynariuszem katolików obrządku wschodniego mieszkających we Francji i nieposiadających własnego ordynariusza.
Był członkiem Kongregacji ds. Biskupów i Papieskiej Rady ds. Rodziny. W latach 2007–2013 pełnił funkcję przewodniczącego Konferencji Episkopatu Francji.
Na konsystorzu z dnia 24 listopada 2007 został kreowany przez papieża Benedykta XVI kardynałem prezbiterem San Luigi dei Francesi.
7 grudnia 2017 papież Franciszek przyjął jego rezygnację z pełnionego urzędu, a jego następcą mianował biskupa Michela Aupetit.
Brał udział w konklawe 2013, które wybrało papieża Franciszka.
7 listopada 2022 po ukończeniu 80 lat utracił prawo do udziału w konklawe.
Zmarł 18 lipca 2025 roku w Paryżu.